# Dorica Pallamano Ancona
La Dorica Pallamano Ancona è la principale società di pallamano della città di Ancona e fu fondata nel 1973 per merito di un gruppo
di studenti universitari che faceva capo a Serafino Salvi, quando questa era ancora denominata Cus Ancona, essendo parte del Centro Universitario Sportivo.
Milita attualmente in Serie B, la terza serie nazionale.
Disputa le proprie gare interne al Palaveneto - Via Vittorio Veneto 19 ad Ancona.